# 飯塚富司
飯塚 富司（いいづか とみじ、1962年9月1日 - ）は、日本野球機構（NPB）に所属していた元プロ野球審判員であり、元プロ野球選手である。栃木県安蘇郡田沼町（現：佐野市）出身。審判員袖番号は26。

## 来歴
栃木県立栃木工業高等学校から社会人野球の三菱重工横浜へ進み、補強選手として2年連続都市対抗野球に出場、1983年度プロ野球ドラフト会議にて阪急ブレーブスから3位指名を受けて入団。右投げ右打ちの外野手・一塁手で、新人年から一軍出場を果たし、プロ初出場した試合では初安打となる本塁打を打った。層の厚い阪急外野陣において一軍に定着出来ず主に代打として起用されたが、二軍（ウエスタン・リーグ）では1987年に首位打者、チーム名が「オリックス・ブレーブス」に変わった1989年には最多本塁打のタイトルを獲得している。
1994年11月、水尾嘉孝・渡部高史・堀江賢治との交換トレードで伊藤敦規と共に横浜ベイスターズに移籍。一軍出場は1995年からの2シーズンで計16試合に留まり、1996年シーズン限りで現役引退。
引退後すぐにパシフィック・リーグの審判員となる。審判員袖番号は26。2006年には初めてオールスターゲームに出場した。2009年は関西担当のベテラン審判が相次いで引退したため一軍に定着。2016年8月17日に史上125人目となる通算1000試合出場を達成した。
2022年シーズン限りで定年により、プロ野球の審判を引退。引退試合となった9月27日のオリックス・バファローズ対東北楽天ゴールデンイーグルス24回戦（京セラドーム大阪）では一塁塁審を務めた。試合後の引退セレモニーでは、阪急時代の同僚だったオリックス・中嶋聡監督から花束が贈呈された。
2023年シーズンより、NPB審判部のスーパーバイザーを務めることとなった。

## 判定を巡るトラブル
- 2009年8月30日の北海道日本ハムファイターズ対福岡ソフトバンクホークス第20回戦（札幌ドーム）で球審を務めた飯塚は、6回裏（日本ハムの攻撃）、無死一、二塁の場面でバントをした打者走者の二岡智宏とソフトバンクの田上秀則捕手が接触したプレーを二岡の守備妨害と判定し、抗議した日本ハムの梨田昌孝監督を遅延行為で退場処分とした。この件に関して日本ハムは翌31日、当時の公認野球規則7.09(j)【原注】[注 1]に基づけば当該プレーは守備妨害には抵触せず、審判団は規則の適用を誤っているとして加藤良三コミッショナーへ提訴した[6][7]が、「規則の適用に誤りはなかった」として却下された。一方で審判部が講習会を開催したことも明らかにされた[8]。
- 2018年6月29日の東京ヤクルトスワローズ対阪神タイガース第7回戦（明治神宮野球場）にて、七回裏（ヤクルトの攻撃）一死二塁で打者の三塁ゴロの際に三塁を狙った二塁走者の藤井亮太が打球を捕球して近づいてくる三塁手の北條史也を大きく避けて三塁に到達し、その間に打者走者は一塁に生きた。このプレーについて阪神監督の金本知憲はスリーフットラインルール[注 2]を適用しなかったことに抗議したが、飯塚は北條が追いかけたがタッチにいっていないとして認めず（場内説明では「北條選手にタッグ（＝タッチ）行為がみられなかった」と話している）、他の審判との協議要求も退けた[9]。このプレーについての判定と協議しなかったことに対し、阪神はNPBに意見書を提出した[10]。これを受けたNPBは7月4日、リプレーで検証した結果「タグ行為（タッチ）はあった。ラインアウトを取った方が適切だった。他の審判員との協議もするべきだった」と回答し当該プレーにおける誤審を認めた[11]。

## 詳細情報

### 年度別打撃成績
| 年 度      | 球 団           | 試 合 | 打 席 | 打 数 | 得 点 | 安 打 | 二 塁 打 | 三 塁 打 | 本 塁 打 | 塁 打 | 打 点 | 盗 塁 | 盗 塁 死 | 犠 打 | 犠 飛 | 四 球 | 敬 遠 | 死 球 | 三 振 | 併 殺 打 | 打 率 | 出 塁 率 | 長 打 率 | O P S |
| ---------- | --------------- | ----- | ----- | ----- | ----- | ----- | -------- | -------- | -------- | ----- | ----- | ----- | -------- | ----- | ----- | ----- | ----- | ----- | ----- | -------- | ----- | -------- | -------- | ----- |
| 1984       | 阪急 オリックス | 3     | 10    | 9     | 1     | 2     | 0        | 0        | 1        | 5     | 1     | 0     | 0        | 0     | 0     | 1     | 0     | 0     | 1     | 0        | .222  | .300     | .556     | .856  |
| 1985       | 阪急 オリックス | 29    | 55    | 46    | 12    | 11    | 1        | 1        | 4        | 26    | 9     | 2     | 0        | 1     | 0     | 8     | 0     | 0     | 12    | 1        | .239  | .352     | .565     | .917  |
| 1986       | 阪急 オリックス | 44    | 64    | 50    | 7     | 9     | 3        | 0        | 1        | 15    | 7     | 0     | 0        | 2     | 2     | 8     | 0     | 2     | 9     | 1        | .180  | .306     | .300     | .606  |
| 1987       | 阪急 オリックス | 12    | 21    | 18    | 2     | 2     | 0        | 0        | 1        | 5     | 2     | 0     | 0        | 0     | 0     | 3     | 0     | 0     | 7     | 0        | .111  | .238     | .278     | .516  |
| 1988       | 阪急 オリックス | 22    | 74    | 65    | 8     | 14    | 4        | 0        | 1        | 21    | 6     | 1     | 1        | 0     | 0     | 7     | 1     | 2     | 20    | 2        | .215  | .311     | .323     | .634  |
| 1989       | 阪急 オリックス | 3     | 3     | 3     | 0     | 0     | 0        | 0        | 0        | 0     | 0     | 0     | 0        | 0     | 0     | 0     | 0     | 0     | 1     | 1        | .000  | .000     | .000     | .000  |
| 1990       | 阪急 オリックス | 14    | 24    | 22    | 2     | 2     | 1        | 0        | 0        | 3     | 0     | 0     | 0        | 0     | 0     | 2     | 0     | 0     | 6     | 1        | .091  | .167     | .136     | .303  |
| 1991       | 阪急 オリックス | 9     | 6     | 6     | 1     | 0     | 0        | 0        | 0        | 0     | 0     | 0     | 0        | 0     | 0     | 0     | 0     | 0     | 2     | 0        | .000  | .000     | .000     | .000  |
| 1992       | 阪急 オリックス | 23    | 32    | 30    | 5     | 7     | 1        | 2        | 1        | 15    | 6     | 0     | 0        | 0     | 0     | 2     | 0     | 0     | 12    | 1        | .233  | .281     | .500     | .781  |
| 1993       | 阪急 オリックス | 57    | 122   | 105   | 12    | 25    | 5        | 0        | 5        | 45    | 18    | 2     | 0        | 1     | 2     | 14    | 0     | 0     | 40    | 1        | .238  | .322     | .429     | .751  |
| 1994       | 阪急 オリックス | 1     | 1     | 1     | 0     | 0     | 0        | 0        | 0        | 0     | 0     | 0     | 0        | 0     | 0     | 0     | 0     | 0     | 1     | 0        | .000  | .000     | .000     | .000  |
| 1995       | 横浜            | 15    | 18    | 16    | 0     | 1     | 0        | 0        | 0        | 1     | 0     | 0     | 0        | 0     | 0     | 2     | 0     | 0     | 5     | 0        | .063  | .167     | .063     | .230  |
| 1996       | 横浜            | 1     | 1     | 1     | 0     | 0     | 0        | 0        | 0        | 0     | 0     | 0     | 0        | 0     | 0     | 0     | 0     | 0     | 1     | 0        | .000  | .000     | .000     | .000  |
| 通算：13年 | 通算：13年      | 233   | 431   | 372   | 50    | 73    | 15       | 3        | 14       | 136   | 49    | 5     | 1        | 4     | 4     | 47    | 1     | 4     | 117   | 8        | .196  | .290     | .366     | .656  |

- 阪急（阪急ブレーブス）は、1989年にオリックス（1990年までオリックス・ブレーブス、1991年以降オリックス・ブルーウェーブ）に球団名を変更

### 記録
- 初出場・初先発出場：1984年9月25日、対南海ホークス26回戦（大阪スタヂアム）、二番・遊撃手として先発出場
- 初安打・初打点・初本塁打：同上、5回表に大坪幸夫からソロ

### 背番号
- 2 （1984年 - 1987年）
- 24 （1988年 - 1994年）
- 9 （1995年 - 1996年）

## 審判員出場記録
- 初出場：1998年9月12日、オリックスブルーウェーブ対千葉ロッテマリーンズ25回戦（グリーンスタジアム神戸）、三塁塁審
- 通算1000試合出場：2016年8月17日、中日ドラゴンズ対読売ジャイアンツ第16回戦（ナゴヤドーム）、一塁塁審（史上125人目）
- 出場試合数：1480試合
- オールスターゲーム出場：2回（2006年、2015年）
- 日本シリーズ出場：1回（2013年）

（記録は2022年シーズン終了時）